# Stea gigantă

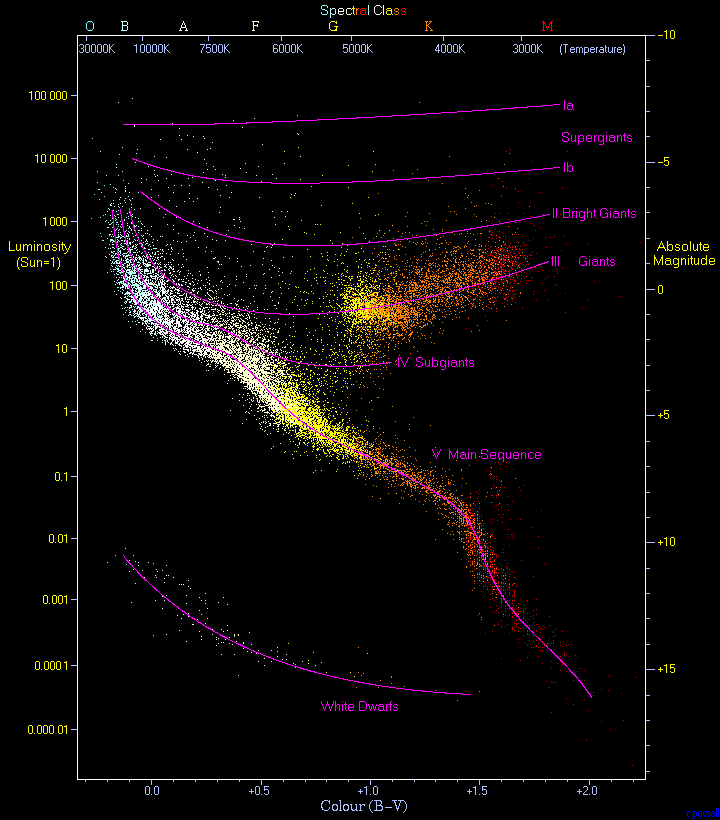
Diagramă a tipurilor principale de stele

Steaua gigantă este o stea cu rază și luminozitate substanțial mai mare decât o stea cu secvență principală de aceeași temperatură efectivă. Acest tip se află deasupra secvenței principale (clasa de luminozitate V în clasamentul spectral Yerkes) pe diagrama Hertzsprung-Russell, aceasta corespunde claselor de luminozitate II și III. Termenii gigantă și pitică au fost inventate de Ejnar Hertzsprung în 1905 pentru stelele cu o luminozitate cu totul diferită în ciuda temperaturii similare sau tipului spectral.
Stele gigante au raze de până la câteva sute de ori mai mari decât a Soarelui și o luminozitate între 10 și câteva mii de ori mai mare decât a Soarelui nostru; mai luminoase decât gigantele sunt stelele supergigante și hipergigante.

## Vezi și
- Stea subgigantă